# پاکتل (روستا)
روستای پاکتل که در گذشته به آن پایکتل نیز گفته می‌شد از توابع بخش گرمخان در ۵۰ کیلومتری جنوب شرقی شهرستان بجنورد (مرکز استان خراسان شمالی)، جنوب غربی شهرستان شیروان و شمال شهرستان اسفراین قرار دارد و یکی از سرشاخه‌های رودخانه اترک می‌باشد.

## راه‌های ارتباطی
راه‌های ارتباطی روستا با شهرستان بجنورد از دو مسیر می‌باشد:
1. مسیر قدیمی که از طریق جاده بجنورد – اسفراین؛ بعد از روستای اسدلی و از میان زمین‌های زراعی روستا می‌باشد. (حدود۵۰کیلومتر)
2. مسیر جدید از جاده بجنورد-شیروان؛ پس از گذر از روستاهای باباامان، چناران، نوده و اسفیدان و ازمیان باغ‌های روستا که به «بَرفان» معروف می‌باشد. (حدود۴۵کیلومتر)

### جمعیت
جمعیت روستا در اوایل انقلاب اسلامی تعداد ۳۵۰ خانوار بوده‌است که به دلیل محرومیت روستا اکثر مردم به شهرستان‌های بجنورد، مشهد و تهران مهاجرت کرده‌اند و گفته می‌شود حدود ۱۰۰۰ خانوار خارج از روستا زندگی می‌کنند. در حال حاضر حدود ۵۰ خانوار به‌طور ثابت در روستا زندگی می‌کنند و در شش ماه بهار و تابستان به بیش از ۱۰۰ خانوار می‌رسد. عده‌ای از مردم نیز در ۴ کلاته خوجه بیک، قرچقه پایین، چیچگلی و قَرَ قوزی به صورت فصلی زندگی می‌کنند.

## فرهنگ روستا
زبان مردم روستا کردی کرمانجی است و نام خانوادگی اکثر مردم ایزانلو و زعفرانلویی ورحیمی و ربانی و سایر نام‌ها می‌باشد.
اهالی این روستا به کشاورزی، قالیبافی و دامپروری اشتغال دارند. روستا دارای دو مسجد به نام‌های «مسجد جامع» و «مسجد حضرت ابوالفضل»، دبستان ابتدایی ۱۵ خرداد می‌باشد.

## کشاورزی و گردشگری
کشاورزی مردم عمدتاً گندم، جو، یونجه، نخود، عدس، سیب زمینی، لوبیا، گوجه فرنگی و… می‌باشد.
همچنین، باغات روستا بیشتر در محل «برفان»، «نهال»، «سرچاویک»، «قَرَ چور»، حلقه کمر و بریوانلو قرارداشته و شامل:سیب درختی، انگور، گردو، بادام، هلو، گوجه‌سبز و… است.
چشمه‌های (کانی) معروف روستا عبارتند از:چشمه خوجه بیک، چشمه ارگ جم، گاو (گان)، برّه (برخان)، شرف، نورمحمد، کربلایی حسین، سیفه، حلقه کمر، بریوانلو، چیچگلی، قَرَقوزی وقرچقه.
کوه‌های معروف روستا عبارتند از: کوه خانَسَر و دِرزِه (درشمال) علی رضا، سیفِه و کوه چشمه برّه (درجنوب) حلقه کمر، قَرَقوزی، قرچقه و چیچگلی (درغرب).